# Fehér Ferenc (újságíró)
Fehér Ferenc, olykor František Fehér, álnevén Kanóc András (Salgótarján, 1885. június 10. – Vác, 1952. március 7.) író, újságíró, lapszerkesztő, a Szlovák Tanácsköztársaság belügyi népbiztosa.

## Élete
Szegényparaszti család sarja, apja Fehér János, anyja Szlatkovszky Júlia volt. 18 évesen belépett az MSZDP-be, az 1910-es években pedig Turócszentmártonban a helyi munkásbiztosító pénztár igazgatójaként működött, itt ismerkedett meg először a nemzetiségi kérdéssel. Az első világháború alatt az olasz, illetve az orosz fronton volt szanitéc. Miután Magyarországon kikiáltották a tanácsköztársaságot, Budapesten vállalt szerepet a csehszlovák kommunisták szervezésében, majd miután júniusban a Szlovák Tanácsköztársaság kikiáltására is sor került, ő lett az új állam belügyi népbiztosa. A Magyarországi Tanácsköztársaság bukását követően lefogták, és egyévnyi börtönt szabtak ki rá, majd miután kiszabadult Pozsonyban helyezkedett el, mint újságíró. A szociáldemokrata párt magyar nyelvű sajtójában működött, az 1930-as évek második felében, 1935 és 1938 között a Csehszlovákiai Népszavának volt főszerkesztője. 1938-tól Magyarországon élt illegálisan. A második világháborút követően jelentős pozíciókhoz jutott, a személyi kultusz idején azonban letartóztatták, elítélték, majd a váci börtönben elhunyt.
Szépirodalmi munkái mellett drámai művek szerzője is volt, tárcái glosszái, melyeket Kanóc András álnéven tett közzé a Munkásúságban, és az általa szerkesztett Csehszlovákiai Népszavában jelentek meg.

## Fő műve
- Éljen a háború (Pozsony, 1932)

### Lexikonok
- A cseh/szlovákiai magyar irodalom lexikona 1918-1995. Főszerk. Fónod Zoltán. Pozsony, Madách-Posonium, 1997.
- Új magyar életrajzi lexikon. Főszerk. Markó László. Bp., Magyar Könyvklub, 2001.

### Levéltári anyagok
- HU BFL - VII.102.a - fogoly - 1920 - 7869
- HU BFL - VII.102.a - fogoly - 1920 - 5519